# U.S. Route 45
U.S. Route 45 is een noord-zuid United States Highway en loopt van Ontonagon aan het Lake Superior op het schiereiland in Michigan naar Mobile (Alabama) aan de Golf van Mexico over een lengte van meer dan 2000 km.
Bij de aanleg volgens de oorspronkelijke route werd een gedeelte van 49 miles in Lee County (Mississippi) meegenomen op het traject dat een historische betekenis had als de allereerste verharde weg in het zuiden van de Verenigde Staten. In geheel de staat Mississippi is de weg ook een vierbaansweg gegeven dat US 45 is aangeduid als een ontsnappingsroute bij hurricane alarm.

## Staten
De staten waar de weg door heen loopt zijn:
- Alabama
- Mississippi
- Tennessee
- Kentucky
- Illinois
- Wisconsin
- Michigan

## Voetnoten
1. 1 2  Droz, Robert V. U.S. Highways : From US 1 to (US 830). URL accessed 08:23, 14 March 2015 (UTC).

1 ·
2 ·
3 ·
4 ·
5 ·
6 ·
7 ·
8 ·
9 ·
10 ·
11 ·
12 ·
13 ·
14 ·
15 ·
16 ·
17 ·
18 ·
19 ·
20 ·
21 ·
22 ·
23 ·
24 ·
25 ·
26 ·
27 ·
28 ·
29 ·
30 ·
31 ·
32 ·
33 ·
34 ·
35 ·
36 ·
37 ·
38 ·
39 ·
40 ·
41 ·
42 ·
43 ·
44 ·
45 ·
46 ·
48 ·
49 ·
50 ·
51 ·
52 ·
53 ·
54 ·
55 ·
56 ·
57 ·
58 ·
59 ·
60 ·
61 ·
62 ·
63 ·
64 ·
65 ·
66 ·
67 ·
68 ·
69 ·
70 ·
71 ·
72 ·
73 ·
74 ·
75 ·
76 ·
77 ·
78 ·
79 ·
80 ·
81 ·
82 ·
83 ·
84 ·
85 ·
87 ·
89 ·
90 ·
91 ·
92 ·
93 ·
94 ·
95 ·
96 ·
97 ·
98 ·
99 ·
101 ·
131 ·
163 ·
199 ·
340 ·
400 ·
412 ·
425